# (20477) Anastroda
(20477) Anastroda (1999 NQ18) – planetoida z pasa głównego asteroid okrążająca Słońce w ciągu 3,68 lat w średniej odległości 2,38 j.a. Została odkryta 14 lipca 1999 roku.